# Joana de França (duquessa de Bretanya)
Joana de França o Joana de Valois (1391 - 1433), filla de Carles VI de França i la seua esposa Elisabet de Baviera-Ingolstadt, fou duquessa consort de Bretanya de 1399 a 1433 pel seu matrimoni (el 1396, quant tot just tenia cinc anys) amb el duc Joan V l'Anglòfil.
Els comtes de Penthièvre no havien renunciat a Bretanya, que havien perdut de resultes de la guerra de les dues Joanes i del tractat de Guérande (1365). Van convidar Joan VI a una festa que donaven a Châteauceaux (avui Champtoceaux), Joan hi va anar i va ser arrestat (1420). Els Penthièvre van fer córrer llavors el rumor de la seva mort i el canviaven de presó cada dia. Joana de França o de Valois va apel·lar a tots els barons de Bretanya i va assetjar un per un tots els castells dels Penthièvre. Es va acabar apoderant de la comtessa vídua de Penthièvre, Margarida de Clisson, que es va veure obligada a alliberar al duc.
Es va casar a París el 19 de setembre de 1396 amb Joan V l'Anglòfil (també conegut com el Savi o el Prudent (sovint com Joan VI), fill hereu de Joan IV el Conqueridor, duc de Bretanya, del qual va tenir:
1. Anna (1409 - després de 1415)
2. Isabel (1411 - 1442), es va casar l'1 d'octubre de 1430 amb Guiu XIV de Laval
3. Margarida (1412 - 1421)
4. Francesc I de Bretanya (1414 - 1450), duc de Bretanya
5. Caterina (1417 - després de 1444), es va casar amb Esteve Jamin, conseller i secretari del rei, regidor i membre del consell dels cent del Poitou (aquest matrimoni va tenir tres fills, entre els quals Lluïsa (fillola de Lluís XI) casada amb Joan de Molins de Rochefort).
6. Pere II de Bretanya (1418 - 1457), duc de Bretanya
7. Gil de Bretanya (1420 - 1450), senyor de Chantocé